# Filip Fischer
Filip Wilhelm Fischer (* 8. März 1981 in Malung) ist ein ehemaliger schwedischer Snowboarder. Er startete in den Paralleldisziplinen.

## Werdegang
Fischer, der für den Malungs SLK startete, nahm im März 1998 in Tandådalen erstmals am Snowboard-Weltcup der FIS teil und errang dort im Riesenslalom und im Parallelslalom jeweils den 31. Platz. Bei den Juniorenweltmeisterschaften 1999 auf der Seiser Alm kam er auf den 34. Platz im Parallel-Riesenslalom. Im folgenden Jahr fuhr er bei den Juniorenweltmeisterschaften in Berchtesgaden auf den 102. Platz im Parallel-Riesenslalom und auf den 91. Rang im Parallelslalom. In der Saison 2000/01 belegte er bei den Snowboard-Weltmeisterschaften 2001 in Madonna di Campiglio den 63. Platz im Parallelslalom sowie den 41. Rang im Parallel-Riesenslalom und bei den Juniorenweltmeisterschaften 2001 in Nassfeld den 29. Platz im Parallel-Riesenslalom sowie den fünften Rang im Parallelslalom. In den folgenden Jahren kam er bei den Snowboard-Weltmeisterschaften 2005 in Whistler auf den im Parallel-Riesenslalom sowie im Parallelslalom jeweils auf den 33. Platz, bei den Snowboard-Weltmeisterschaften 2007 in Arosa auf den 31. Platz im Parallelslalom sowie auf den 25. Rang im Parallel-Riesenslalom und im Februar 2006 in Turin bei seiner einzigen Olympiateilnahme auf den 23. Platz im Parallel-Riesenslalom. In der Saison 2007/08 erreichte er mit Platz 15 im Parallel-Riesenslalom im Stoneham seine beste Platzierung im Weltcup und mit dem 35. Platz im Parallel-Weltcup sein bestes Gesamtergebnis. Seinen 90. und damit letzten Weltcup absolvierte er im März 2009 in Chiesa in Valmalenco, welchen er auf dem 28. Platz im Parallel-Riesenslalom beendete.
Seine Schwester Sara Fischer war ebenfalls als Snowboarderin aktiv.

## Teilnahmen an Weltmeisterschaften und Olympischen Winterspielen

### Olympische Winterspiele
- 2006 Turin: 23. Platz Parallel-Riesenslalom

### Snowboard-Weltmeisterschaften
- 2001 Madonna di Campiglio: 41. Platz Parallelslalom, 63. Platz Parallel-Riesenslalom
- 2005 Whistler: 33. Platz Parallelslalom, 33. Platz Parallel-Riesenslalom
- 2007 Arosa: 25. Platz Parallel-Riesenslalom, 31. Platz Parallelslalom

## Weltcup-Gesamtplatzierungen
| Saison    | Gesamt | Gesamt | Parallel | Parallel |
| Saison    | Punkte | Platz  | Punkte   | Platz    |
| --------- | ------ | ------ | -------- | -------- |
| 1997/98   | 7      | 127.   | -        | -        |
| 1999/2000 | 1      | 127.   | 14       | 100      |
| 2001/02   | -      | -      | 14       | 75.      |
| 2002/03   | -      | -      | 171      | 53.      |
| 2003/04   | -      | -      | 284      | 45.      |
| 2004/05   | -      | -      | 481      | 41.      |
| 2005/06   | 521    | 137.   | 521      | 37.      |
| 2006/07   | 305    | 146.   | 305      | 41.      |
| 2007/08   | 510    | 140.   | 510      | 35.      |
| 2008/09   | 353    | 158.   | 353      | 38.      |